# Александровка (Сарактаський район)
Алекса́ндровка (рос. Александровка) — село у складі Сарактаського району Оренбурзької області, Росія.

## Населення
Населення — 364 особи (2010; 324 у 2002).
Національний склад (станом на 2002 рік):
- росіяни — 56 %
- казахи — 31 %